# Alberto Marquardt
Alberto Marquardt est un réalisateur et directeur de la photographie argentin. Né à Mar del Plata en 1953, il arrive en France comme refugié politique en 1981. Après des études de cinéma à l’École nationale supérieure Louis-Lumière à Paris, il devient chef-opérateur, puis réalise des documentaires pour la télévision et le cinéma .

## Filmographie

### En tant que réalisateur, auteur, scénariste
- 2022 : Afghanistan : le prix de la paix
- 2014 : Les Défis de l'église
- 2011 : Afghanistan, le prix de la vengeance (également directeur de la photographie ; dans la série Docs interdits)
- 2010 : Fleuves du monde
- 2010 : Ils ont voulu le pouvoir
- 2009 : La Nueve ou les Oubliés de la victoire (également directeur de la photographie ; dans la série La Case de l'oncle Doc)
- 2001 : La Face cachée de la terre
- 2001 : La Tour du temple
- 1998 : Moi, sœur Alice Domon, disparue en Argentine en 77 (en version espagnole : Yo, sor Alice)

### En tant que directeur de la photographie
- 2023 : Andropause, la grande débandade ?
- 2023 : Un écrivain dans l'enfer nazi - Les Bienveillantes de Jonathan Litell
- 2022 : "Soleil vert" et Alerte rouge
- 2021 : Tueur, trader et psychopathe - L'Amérique de Bret Easton Ellis
- 2021 : Le Quatrième Procès (Trial 4)
- 2020 : Nuremberg, des images pour l'Histoire
- 2019 : Retour à Kigali, une affaire française
- 2018 : Histoires d'une nation
- 2017 : Le Courage de grandir
- 2016 : Agatha Christie contre Hercule Poirot : Qui a tué Roger Ackroyd ?
- 2015 : Tazieff/Allègre, la guerre des volcans
- 2013 : L'Argent, le Sang et la Démocratie : À propos de l'affaire Karachi[2]
- 2013 : Avec nos yeux
- 2011 : Luis Sepúlveda, l'écrivain du bout du monde
- 2011 : Les Nouveaux Chiens de garde
- 2010 : Les Routes de la Terreur (1979-1993 : Ils étaient du côté des anges ; 1993-2001 : Le Compte à rebours)